# 오언즈버러 스포츠 센터
오언즈버러 스포츠 센터(Owensboro Sports Center)은 미국 켄터키주 오언즈버러에 위치한 실내 경기장이다. 2017~2018시즌부터 ECHL 오언즈버러이 사용할 예정이다.